# دانيال أدير
دانيال أدير هو ملحن وموسيقي وطبال كندي، ولد في 19 فبراير 1975 في فانكوفر في كندا.

## وصلات خارجية
- الموقع الرسمي
- دانيال أدير على موقع IMDb (الإنجليزية)
- دانيال أدير على موقع ميوزك برينز (الإنجليزية)
- دانيال أدير على موقع أول ميوزيك (الإنجليزية)
- دانيال أدير على موقع ديسكوغز (الإنجليزية)
- دانيال أدير على موقع قاعدة بيانات الفيلم (الإنجليزية)